# Charlotte Roche
Charlotte Roche, född 18 mars 1978 i High Wycombe i England, är en brittisk författare bosatt och verksam i Tyskland. Hon skriver på tyska.

## Författarskap
Charlotte Roche slog igenom 2008 med boken Feuchtgebiete (svenska: Våtmarker). Boken blev snabbt populär och har sålts i över 650 000 exemplar. Boken har fått uppmärksamhet i Tyskland på grund av att den har en mycket vulgär framtoning, inget är tabu för författaren. Teman som avhandlas i boken är analsex, hemorrojder, intimrakning och bakterier.
Roches andra bok, Schoßgebete, publicerades 2011. Även den romanen har sexuellt explicita motiv, och dess beskrivning av sexuella förhållanden mellan äkta makar har kritiserats av den tyska feministen Alice Schwarzer som patriarkalisk och farlig för kvinnliga läsare.